# ابراهیم بن یوسف اطفیش
ابراهیم بن یوسف اَطَّفَیِّش (؟ - ۱۸۹۳م) فقیه اباضی و شیمی‌دان الجزایری در سدهٔ نوزدهم میلادی بود. از اهالی بنی‌یسقن بود. در همان‌جا و عمان و الازهر دست خواند. سپس به تدریس تا پایان عمر پرداخت. او جدِّ ابراهیم بن محمد اطفیش بود.